# Funktiolekt
Als Funktiolekt (aus Funktion und dem Konfix -lekt aus Dialekt) wird in der Varietätenlinguistik die sprachliche Variation einer Sprache bezogen auf ihren kommunikativen Zweck innerhalb eines Kommunikationsbereichs bzw. einer Tätigkeitssituation verstanden.

## Einzelne Funktiolekte
In Anlehnung an die Funktionalstilistik und deren klassische Klassifikation in fünf Funktionalstile werden folgende Funktiolekte angenommen:
- Funktiolekt Alltagssprache
- Funktiolekt Dichtersprache
- Funktiolekt Wissenschaftssprache
- Funktiolekt Behördensprache
- Funktiolekt Pressesprache
- Funktiolekt Werbesprache
- Funktiolekt Instruktionssprache

Diese Funktiolekte sind durch besondere sprachliche Mittel gekennzeichnet, die sich aufgrund ihrer Einbindung in die jeweiligen gesellschaftlichen Arbeitsbereiche herausgebildet haben.